# Les Loges (Haute-Marne)
Les Loges település Franciaországban, Haute-Marne megyében. Lakosainak száma 123 fő (2022. január 1.). Les Loges Champsevraine, Chalindrey, Rivières-le-Bois, Torcenay és Violot községekkel határos.

## Népesség
A település népességének változása:
| Lakosok száma | 184  | 149  | 132  | 138  | 132  | 136  | 137  | 132  | 129  | 123  |
|               | 1968 | 1982 | 1990 | 2006 | 2013 | 2015 | 2017 | 2019 | 2020 | 2022 |